# Robert Wilk
Robert Wilk (ur. 21 lipca 1969 w Łowiczu) – polski piłkarz, występujący na pozycji napastnika oraz trener piłkarski.
Karierę zawodniczą rozpoczynał w Pelikanie Łowicz. Potem kolejno grał w następujących klubach: Widzew Łódź, Lechia Gdańsk, Zawisza Bydgoszcz, Sokół Pniewy, Sokół Tychy, GKS Bełchatów, Górnik Zabrze, Lech Poznań, Petro Płock, Orlen Płock, Arka Gdynia. W I lidze rozegrał 294 spotkań i strzelił 29 bramek.
Od 2003 roku występował w Pelikanie Łowicz, w 2009 przeszedł do Mszczonowianki Mszczonów.
W 2010 roku po pracy jako asystent trenera objął posadę pierwszego trenera Pelikana Łowicz. W maju 2012 roku został zwolniony z tej funkcji, a 13 czerwca został trenerem grającej w łódzkiej IV lidze Mazovii Rawa Mazowiecka. W maju 2014 roku zrezygnował z prowadzenia tej drużyny i w lipcu został trenerem grającej w mazowieckiej IV lidze Bzury Chodaków Sochaczew.